# Гаспар Абей
Гаспар Абей (фр. Gaspard Abeille; 1648, Р'є, Прованс — Альпи — Лазурний Берег — 22 травня 1718, Париж) — французький священнослужитель, письменник, поет і драматург. Член Французької академії (з 1704 року — крісло 19).

## Біографія
Гаспар Абей народився у 1648 році у Франції.
В юності переїхав із Провансу до Парижа. Служив секретарем і був протеже маршала Франції Франсуа Анрі де Монморансі Люксембурга, котрий любив вести з ним бесіди на духовні теми. Після його смерті тимчасово перейшов на службу до воєначальника Луї Жозефа де Бурбона, герцога Вандомського.
Потім був генеральним секретарем провінції Нормандія.
З 1670 року — член Академія Арля.
У 1704 році був обраний членом Французької академії. Того ж року король призначив його абатом монастиря Нотр-Дам де ла Мерсі у Клермон-Феррані.
Писав трагедії, вірші, прозу спочатку під своїм ім'ям, щоб уникнути критики несумісності його духовного статусу з літературною творчістю, частину своїх творів під ім'ям актора Жана Франсуа Жювенона де ла Тюїльрі (1650—1688). Про його твори позитивно відгукувалися Корнель, П'єр Корнель та Жан Расін.
Гаспар Абей помер 22 травня 1718 році в Парижі, Франція, у віці приблизно 70 років.

## Твори
- Argélie, reine de Thessalie (трагедія у віршах у п'яти актах, Париж, Театр Бургундський готель , 1673)
- Coriolan (трагедія у віршах у п'яти актах, Париж, Комеді Франсез , 1676)[4]
- Lyncée (трагедія у віршах у п'яти актах, Париж, Театр Бургундський готель, 1678)
- Soliman (трагедія у віршах у п'яти актах, Париж, Театр Бургундський готель, 1680)
- Crispin bel esprit (одноактна комедія у віршах, Париж, Комеді Франсез, 1681)
- Hercule (трагедія у віршах у п'яти актах, Париж, Комеді Франсез, 1681)